# Agapornis
Els agapornis, anomenats popularment "inseparables", són uns ocells africans que criden l'atenció pel seu plomatge acolorit. Fan a partir dels 10 centímetres d'alçada i una de les seves característiques morfològiques més visible és el bec. Pertanyen a l'ordre dels psitaciformes, com els periquitos, i poden arribar a desenvolupar la capacitat d'emetre sons articulats per imitació, però no pas de parlar, com els lloros. Van arribar al continent europeu cap a l'any 1820. Tenen un caràcter viu, alegre, afectuós, sociable i juganer.
Les potes dels agapornis són molt versàtils, i per això no tan sols els són útils per caminar i per alimentar-se --juntament amb el bec--, sinó que també les fan servir per manipular objectes. En captivitat, els agapornis poden viure fins a quinze anys.

## Alimentació
Les llavors són l'aliment per excel·lència d'aquests ocells. En captivitat solen menjar, entre d'altres, gira-sol, mill i escaiola (Phalaris canariensis). Per acabar de completar la dieta, s'alimenten de fruites com la poma, la pera i el meló o de verdures com la pastanaga, l'enciam i l'escarola.

## Taxonomia
El genere Agapornis té nou espècies descrites
- Agapornis de Fischer (Agapornis fischeri). Fa 15 centímetres i té l'origen al voltant del llac Victòria, a l'Àfrica. La seva alimentació, a part de llavors, es compon de fruita i verdura. Les femelles són més grosses que els mascles. El color bàsic és el verd, a més del groc, a la panxa, i el carbassa, al coll i al front. Viu uns vuit anys. La reproducció en captivitat no presenta problemes i pot arribar a tenir fins a cinc pollets en cada covada, que són independents al cap d'un mes i mig, aproximadament.
- Agapornis de coll rosa (Agapornis roseicollis). Mesura de 15 a 17 centímettres. És una espècie a la qual agraden molt les llavors, tant de gira-sol com de civada, mill i escaiola. Els colors predominants són el verd, tot i que també té plomes vermelles i, a la zona del coll, roses. Un híbrid d'aquesta espècie té el coll vermell i el cos groc. En captivitat es cria sense cap problema i la incubació dura uns vint-i-tres dies.
- Agapornis capnegre (Agapornis personatus). Fa 14 centímetres i pot arribar a viure deu anys. La seva reproducció és igual que la d'"A. roseicollis". Té el cos de color verd; el pit, groc, i la cara, negra.
- Agapornis capgrís (Agapornis canus). Fa 13 centímetres i té l'origen a Madagascar. És molt famós pel to grisenc de la cara i pel color verd de les femelles. La seva dieta es compon de fruites, verdures i llavors. Viu uns vuit anys.
- Agapornis d'Etiòpia (Agapornis taranta). Fa 17 centímetres i potser és l'espècie més comuna. Coincideix amb la línia de la monogàmia i la reproducció generalment és com la dels seus parents. S'alimenta, principalment, de llavors, fruita i verdura. És de color verd i el front presenta una tonalitat entre salmó i rosa.
- Agapornis de Lilian (Agapornis lilianae) (13 cm.). Nadiu de Malawi.
- Agapornis galtanegre (Agapornis nigrigenis) (14 cm.). Nadiu de Zàmbia.
- Agapornis cara-roig (Agapornis pullarius) (15 cm.). Habita una àmplia zona de l'Àfrica Central.
- Agapornis de collar (Agapornis swindernianus) (13.5 cm.). Viu a l'Àfrica Equatorial.

## Reproducció
Els agapornis ja són fèrtils quan encara no tenen un any de vida, tot i que es recomana no fer-los reproduir tan aviat. Els nius que es fan servir per criar-los en captivitat són de fusta i de forma rectangular, amb un forat perquè hi puguin entrar.
Els agapornis poden arribar a pondre fins a vuit ous, que la mare incubarà una mitjana de vint-i-cinc dies, depenent de la temperatura ambiental.